# 洛伦茨·丰克
洛伦茨·丰克（德語：Lorenz Funk，1947年3月17日—），德国男子冰球运动员。他曾代表西德参加1968年、1972年和1976年冬季奥林匹克运动会冰球比赛，其中1976年冬季奥运会获得一枚铜牌。